# Liga 3 de Mayo de Fútbol
La Liga 3 de Mayo de Fútbol es una liga de fútbol afiliada a la Unión del Fútbol del Interior (UFI), organización que se encarga de promover el desarrollo del fútbol nacional en el municipio de 3 de Mayo, la cual a su vez se encuentra afiliada a la Asociación Paraguaya de Fútbol (APF). Fue creada el 21 de mayo del año 2014 y actualmente la disputan 14 clubes.
Cuenta con dos categorías, la categoría mayor y la juvenil. El actual campeón es el Club Sportivo Lima en la categoría mayor, por otro lado en la categoría juvenil es el Club Anteojo Sports.
Su selección, la Selección 3 de Mayo de Fútbol en la actual temporada de las interligas departamentales quedó eliminada en la fase de grupos, tanto en la categoría mayor como en la Sub-15 (juvenil).

## Sistema de disputa
Son un total de 14 equipos, divididos en cuatro grupos de tres y cuatro equipos, en un sistema de todos contra todos en cada grupo en dos ruedas. Clasifican a los cuartos de final los 2 primeros de cada grupo.
En las fases eliminatorias se juegan dos encuentros de ida y vuelta en los clubes en disputa, a diferencia de otras ligas, en la Liga 3 de Mayo de Fútbol, en el caso de que un equipo gane el primer partido y en el de vuelta pierda, o se empaten ambos, sin importar la cantidad de goles marcados se van a tanda de penales de manera directa.
Se juegan cuartos de final, posteriormente semifinales y luego la final, que al igual que las fases anteriores se disputa en ida y vuelta, en el caso de la final, si ambos equipos ganaron un partido o empataron ambos encuentros se jugará una tercera final en cancha neutral.

## Historia
La primera reunión para creación de la Comisión directiva para la Liga se realizó con la iniciativa del Prof. Humberto Maidana, intendente municipal, en el antiguo local donde se encontraba la municipalidad. Algunos días antes se habría convocado al Lic. Reinaldo Chilavert, presidente de la Federación de Fútbol del VI Departamento de Caazapá. De esta manera el 29 de marzo del 2014 se creó la asamblea que estuvo constituida por las autoridades de la Liga.
El 5 de abril del 2014 se crea el Club Atlético Capiitindy y su comisión directiva en la presencia del presidente de la Liga, en el domicilio del señor Don Beto Arce, para esto se hiciera posible, un total de 6 clubes se unieron, además se conforman los órganos de la Liga entre ellas: La Comisión Disciplinaria integrada por los Profesores Fernando Ruiz Díaz (Presidente), Dalmacio Araujo y Don Feliciano González.
El 11 de abril de 2015 en sesión Extraordinaria del Directorio de la Unión del Fútbol del Interior en el local del Hotel “Puertas del Sol” Ypacarai se aprobó oficialmente la creación de la Liga 3 de Mayo de Fútbol de manera unánime, siendo el exponente del Proyecto el director titular de la Federación ante la Unión del Fútbol del Interior Lic. Reinaldo Chilavert, acompañaron como representante de la Liga el Presidente Hugo Néstor Díaz, el Intendente Municipal Prof. Humberto Maidana y el Directivo Sr. Nolberto Arce.
La inauguración del Campeonato Experimental se realizó en la compañía de Capiitindy el 11 de mayo de 2015 con la presencia multitudinaria de espectadores y 6 clubes que compitieron esa tarde: Anteojo Sports (Campeón), 1.º de Mayo (Vicecampeón) Sportivo Guaraní, Atlético Capiitindy, Deportivo San Antonio y Sportivo Norteño. Seguidamente se dio inicio al torneo experimental con la participación de 9 clubes divididos en dos Series:
Serie A:
- Sportivo Lima,

- 25 de diciembre

- Atlético Capiitindy

- 1.º de Mayo

- Sportivo Guaraní.

Serie B:
- Guaraní de Sta. Úrsula

- Anteojo Sports

- Sportivo Norteño

- Deportivo San Antonio.

## Selección
Su selección es la Selección 3 de Mayo de Fútbol, la cual disputa anualmente el Campeonato Nacional de Interligas Fase Departamental, en Caazapá.
Esta última temporada 2024 quedó última en el grupo B, tanto en la Sub-15 como en mayores sin lograr anotar un solo tanto en los 4 juegos de la fase de grupos; ambas categorías quedaron en el quinto puesto en la tabla de posiciones eliminada s con tan solo 1 punto cada una.

## Equipos
| Equipo                     | Ubicación        | Fundación  |
| -------------------------- | ---------------- | ---------- |
| Club Sportivo Lima         | Lima             | 22/05/2014 |
| Club Deportivo Obrero      | Potrero Yvate    | N/D        |
| Club Sportivo Guaraní      | 3 de Mayo        | 19/02/2012 |
| Club Anteojo Sports        | Potrero Anteojo  | 21/04/2014 |
| ‘Club 25 de diciembre’     | Sargento Potrero | 13/05/2014 |
| Club 22 de Septiembre      | Yataity          | N/D        |
| ‘Club 31 de Agosto’        | Yataity          | N/D        |
| Club Guaraní Sta. Ursula   | Santa Úrsula     | 26/12/2013 |
| ‘Club 1° de Mayo’          | Unión Agrícola   | 01/05/2013 |
| Club Sportivo Cerro Ybú    | Cerro Ybú        | N/D        |
| 'Club Atlético San Miguel' | Capiitindy       | N/D        |
| ‘Club Atlético Capiitindy’ | Capiitindy       | 24/05/2014 |
| Club Deportivo San Antonio | San Antonio      | N/D        |
| Club Sportivo Norteño      | Cerrito          | 13/04/2014 |

## Historial
| Temp. | Año  | Edición                                         | Edición                                         | Campeón                                         | Subcampeón            |
| ----- | ---- | ----------------------------------------------- | ----------------------------------------------- | ----------------------------------------------- | --------------------- |
| 1.ª   | 2015 | I                                               | I                                               | Guaraní Sta. Ursula                             | Sportivo Cerru Ybú    |
| 2.ª   | 2016 | II                                              | II                                              | Anteojo Sports                                  | 22 de Septiembre      |
| 3.ª   | 2017 | III                                             | III                                             | Deportivo Obrero                                | Anteojo Sports        |
| 4.ª   | 2018 | IV                                              | IV                                              | Anteojo Sports                                  | Atlético Capiitindy   |
| 5.ª   | 2019 | V                                               | V                                               | Deportivo Obrero                                | Atlético Capiitindy   |
|       | 2020 | Torneo no disputado por la pandemia de covid-19 | Torneo no disputado por la pandemia de covid-19 | Torneo no disputado por la pandemia de covid-19 |                       |
| 6.ª   | 2021 | VI                                              | VI                                              | Anteojo Sports                                  | Deportivo San Antonio |
| 7.ª   | 2022 | VII                                             | VII                                             | Deportivo Obrero                                | 31 de Agosto          |
| 8.ª   | 2023 | VIII                                            | VIII                                            | Deportivo San Antonio                           | Sportivo Guaraní      |
| 9.ª   | 2024 | IX                                              | IX                                              | Sportivo Lima                                   | Anteojo Sports        |
| 10.ª  | 2025 | XX                                              | XX                                              |                                                 |                       |

## Palmarés

### Títulos de Liga por equipo
| Equipo                | Títulos | Subtítulos | Años campeón     | Años subcampeón |
| --------------------- | ------- | ---------- | ---------------- | --------------- |
| Anteojo Sports        | 3       | 2          | 2016, 2018, 2021 | 2017, 2024      |
| Deportivo Obrero      | 3       | 0          | 2017, 2019, 2022 | -               |
| Deportivo San Antonio | 1       | 1          | 2023             | 2021            |
| 'Guaraní Sta. Ursula' | 1       | 0          | 2015             | -               |
| Sportivo Lima         | 1       | 0          | 2024             | -               |
| Atlético Capiitindy   | 0       | 2          | -                | 2018, 2019      |
| Cerro Ybú             | 0       | 1          | -                | 2015            |
| 22 de Septiembre      | 0       | 1          | -                | 2016            |
| 31 de Agosto          | 0       | 1          | -                | 2022            |
| Sportivo Guaraní      | 0       | 1          | -                | 2023            |

## Redes Sociales
La Liga 3 de Mayo de Fútbol posee una cuenta oficial en la red social de Facebook, llamada de manera homónima. La misma junto a la emisora de radio, Radio Capiitindy 90.9 FM Zpc 580 y la cadena deportiva de Equipo Cantalo, se encargan de transmitir envivo por Facebook los partidos de la liga.
- Liga 3 de Mayo de Fútbol: Facebook.